# Oier Lazkano
Oier Lazkano López (* 7. listopadu 1999) je španělský profesionální silniční cyklista jezdící za UCI WorldTeam Movistar Team.

## Hlavní výsledky
2017
Národní šampionát
4. místo časovka juniorů
2020
Volta a Portugal
vítěz 3. etapy
Bělehrad–Banja Luka
10. místo celkově
2021
Vuelta a España
 cena bojovnosti po 5. etapě
2022
Tour de Wallonie
vítěz 2. etapy
Národní šampionát
2. místo časovka
2023
Národní šampionát
 vítěz silničního závodu
2. místo časovka
Boucles de la Mayenne
 celkový vítěz
 vítěz soutěže mladých jezdců
vítěz 1. etapy
Vuelta a Burgos
vítěz 4. etapy
2. místo Dwars door Vlaanderen
4. místo Prueba Villafranca de Ordizia
Vuelta a España
 cena bojovnosti po 8. etapě
2024
Národní šampionát
2. místo silniční závod
4. místo časovka
vítěz Clásica Jaén Paraíso Interior
3. místo Kuurne–Brussel–Kuurne
9. místo Critérium du Dauphiné
Tour de France
 cena bojovnosti po 4. etapě

### Výsledky na Grand Tours
| Grand Tour      | 2021 | 2022 | 2023 | 2024 |
| --------------- | ---- | ---- | ---- | ---- |
| Giro d'Italia   | —    | 98   | —    | —    |
| Tour de France  | —    | —    | —    | 79   |
| Vuelta a España | DNF  | —    | 81   |      |

| —   | Nezúčastnil se |
| DNF | Nedokončil     |